# Canal de Briare

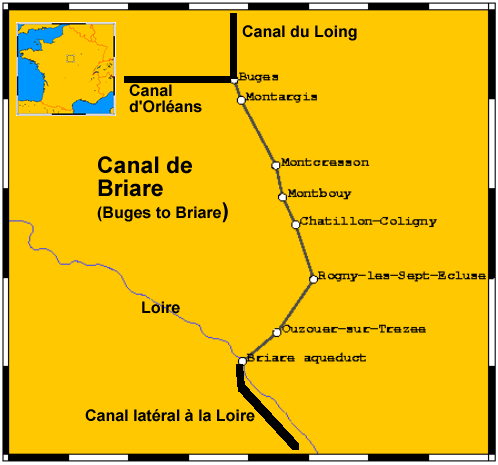
Mapa

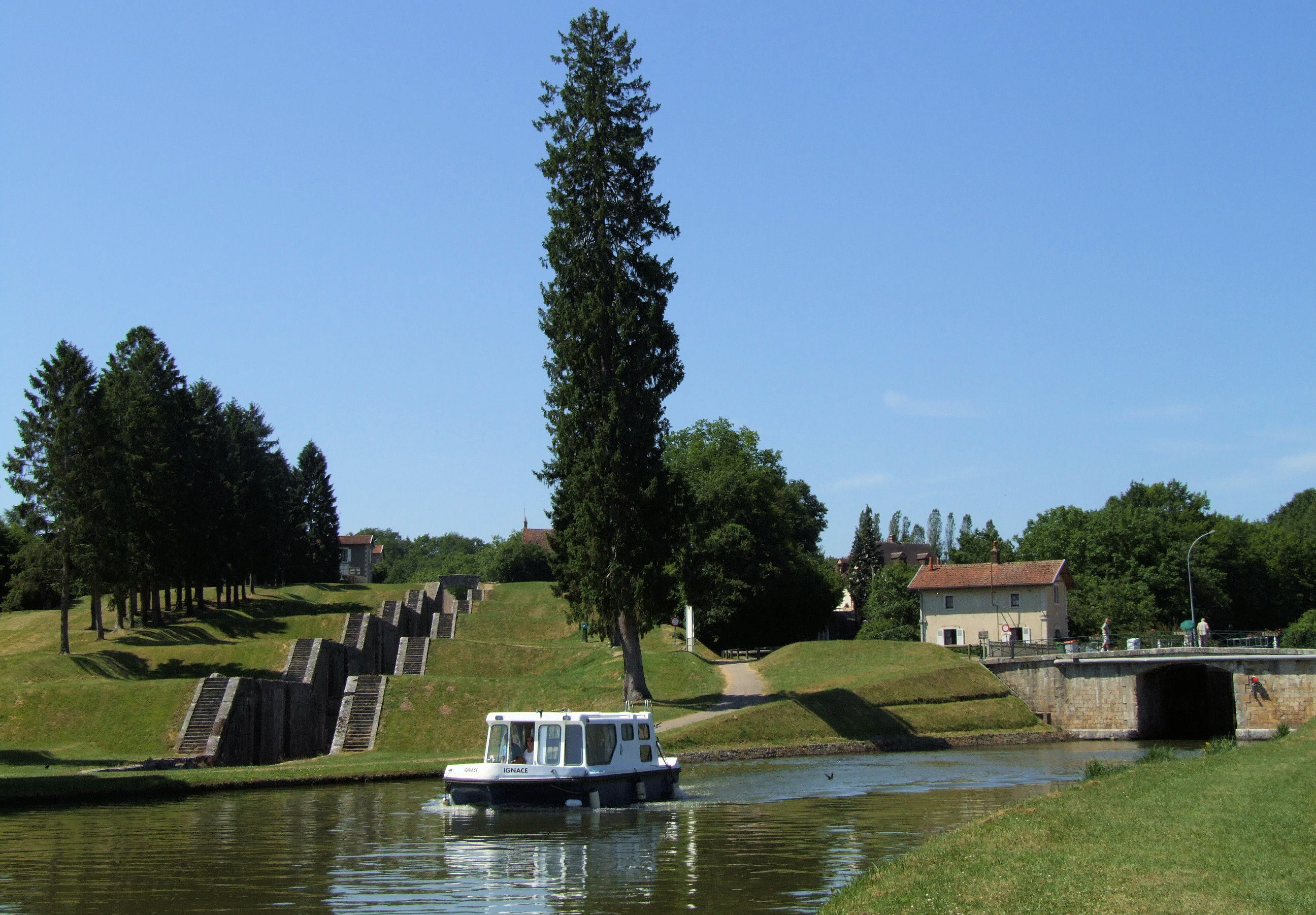
Kanál u obce Rogny-les-Sept-Écluses, v pozadí sedm nepoužívaných zdymadel

Canal de Briare je umělá vodní cesta ve Francii, spojující údolí řek Loiry a Seiny. Je dlouhá 57 km, začíná v obci Briare na Loiře a končí v Buges (část obce Corquilleroy), kde se napojuje na Canal du Loing. Hloubka kanálu dosahuje 220 cm.
Podnět ke stavbě průplavu dal ministr financí Maximilien de Béthune, vévoda ze Sully, cílem bylo usnadnění dopravy obilí. Stavba byla zahájena roku 1604 a dokončena 1642, pracovalo na ní šest až dvanáct tisíc dělníků. Byla vůbec prvním plavebním kanálem v Evropě, který překonával rozvodí, projektant Hugues Cosnier se musel vyrovnat s maximálním převýšením 85 metrů a k jeho překonání navrhl použití šestatřiceti zdymadel. Technickým unikátem své doby byla soustava sedmi zdymadel nad sebou u vesnice Rogny-les-Sept-Écluses, která podle nich dostala jméno. Tato zdymadla jsou mimo provoz od roku 1880, kdy byla trasa průplavu upravena, aby naplnila parametry tzv. Freycinetova gabaritu. Byla také založena nádrž Étang de la Gazonne, jejímž účelem je stabilizovat hladinu vody v průplavu.
Kanál původně končil v Montargis, úsek do Buges vznikl až v roce 1720 a dostal název Canal Neuf („Nový kanál“). Roku 1896 byl podle návrhu Gustave Eiffela vybudován 662 metrů dlouhý akvadukt, přemosťující hlavní tok Loiry a umožňující lodím z Briarského kanálu vplout do laterálního (pobočného) plavebního kanálu. Roku 1901 bylo zřízeno další umělé jezero Lac du Bourdon, napájející kanál v době sucha. V Briare funguje od roku 1996 muzeum věnované historii průplavu.